# الدستور الكولومبي لعام 1886
الدستور الكولومبي لعام 1886 هو الدستور الذي أنشأ جمهورية كولومبيا، التي كانت تسمى الولايات المتحدة الكولومبية قبل عام 1886. جاء ذلك بعد أن ألغى تحالف الليبراليين والمحافظين المعتدلين الهيمنة الليبرالية واضعين قائد حركة التجديد السياسي رافاييل نونيث في السلطة والذي قضى على النظام الفيدرالي للولايات المتحدة الكولومبية، وأصدر دستور كولومبيا لعام 1886 عوض دستور ريونيجرو. لتسمى رسميا «جمهورية كولومبيا».